# Alyssum serpyllifolium
Alyssum serpyllifolium é uma espécie de planta com flor pertencente à família Brassicaceae. 
A autoridade científica da espécie é Desf., tendo sido publicada em Flora Atlantica 2: 70. 1798.
Os seus nomes comuns são arçanhas, comélos ou tomelos.

## Portugal
Trata-se de uma espécie presente no território português, nomeadamente os seguintes táxones infraespecíficos:
- Alyssum serpyllifolium subsp. lusitanicum - presente em Portugal Continental. Em termos de naturalidade é nativa da região atrás referida. Encontra-se protegida por legislação portuguesa ou da Comunidade Europeia, nomeadamente pelo Anexo V da Directiva Habitats.